# Atenție la pana de vultur
Atenție la pana de vultur (în italiană Occhio alla penna, în engleză Buddy Goes West) este un film western italian din 1981, regizat de Michele Lupo și avându-l în rolul principal pe Bud Spencer. 

## Rezumat
Un aventurier gras și bărbos (Bud Spencer) și indianul Girolamo (Amidou) supraviețuiesc în Vestul Sălbatic, furând cai. Între cei doi există o relație specială, grăsanul făcând o transfuzie de sânge indianului, iar acesta din urmă îl numește frate de sânge și îl urmează peste tot. După ce a furat niște cai, indianul este capturat, dar pe drum grăsanul îl salvează de oamenii legii după ce simulează un atac al indienilor.
Sătul de compania indianului, grăsanul urcă fraudulos într-un tren pentru a scăpa de „fratele lui de sânge”. Girolamo atacă însă trenul, fură o valiză unde crede că se află lucruri de valoare și îl ia ca ostatic pe călătorul clandestin. Ei ajung la o fermă din orașul Yucca City și sunt amenințați cu armele de stăpânii casei. Deoarece tatăl lui Popsy Logan (Piero Trombetta) este grav bolnav, iar în valiza furată de Girolamo se aflau ustensile medicale și o carte de veterinar, grăsanul este crezut a fi medic. El reușește să-l vindece pe bătrân și decide să rămână în orașul Yucca City atras de posibilitatea de a câștiga bani ușor (și a mânca suficient). Locuitorii îl cred a fi medic și îl numesc de atunci Doc. El își deschide în oraș un cabinet medical și oferă sfaturi medicale la întâmplare celor bolnavi; spre exemplu, prescrie praf de pușcă pentru dureri de stomac și mercur ca purgativ. Doc și Girolamo câștigă bine și devin locuitori respectați.
Orașul este terorizat de banda lui Colorado Slim (Riccardo Pizzuti), care vrea să-i forțeze pe oameni să renunțe la pământul lor, în timp ce șeriful (Joe Bugner) nu își face treaba. În timpul unui atac al bandiților, Doc reușește să-i pună pe fugă, trăgându-le o bătaie puternică în saloon-ul orașului. Girolamo și Doc descoperă apoi că în solul orașului se găsește un filon de aur și își dau seama că șeriful lucrează mână în mână cu bandiții, fiind partener de afaceri cu Colorado Slim.
În timpul unei sărbători, când orașul este pustiu, Colorado Slim pornește cu bandiții săi pentru a distruge localitatea. Bănuind ceva suspect, Doc și Girolamo se ascund și reușesc să prevină distrugerea orașului. Colorado Slim, bandiții săi și șeriful Bronson sunt bătuți măr. Puțul care ducea la filonul de aur explodează, iar locuitorii își dau seama de existența aurului. În același timp, cei doi aventurieri reușesc să fugă, urmăriți de indienii Mescaleros.

## Distribuție
- Bud Spencer - Doc
- Amidou - Girolamo
- Joe Bugner - șeriful Bronson
- Piero Trombetta - Popsy Logan
- Carlo Reali - croitorul
- Renato Scarpa - prof. Smithson
- Riccardo Pizzuti - Colorado Slim
- Sara Franchetti - doamna Brown
- Andrea Heuer - Romy Brown
- Ottaviano Dell'Acqua - om al lui Colorado Slim
- Sergio Smacchi - om al lui Colorado Slim
- Roberto Dell'Acqua - chelnerul

### Dublaje în limba italiană
- Ferruccio Amendola - Girolamo
- Pino Colizzi - șeriful
- Stefano  Sibaldi - Popsy Logan
- Luciano  De  Ambrosis - Colorado  Slim

## Producție
Filmările au fost realizate în studioul Mini Hollywood din Almeria (Spania). 

## Dublaj
În acest film, Bud Spencer nu este dublat, așa cum era obșinuit în mod normal, de Glauco Onorato, ci vorbește cu propria voce, în timp ce vocea lui Girolamo este dublată de Ferruccio Amendola.
În scena din vagonul restaurant, actorul care joacă rolul interpretului indian este dublat de Pino Locchi, vocea istorică, printre alții, a lui Terence Hill.

## Titluri în alte țări
- SUA și Marea Britanie: Buddy goes West / A fist goes West
- Germania: Eine Faust geht nach Westen
- Spania: Dos granujas en el oeste
- Franța: On m'appelle Malabar
- Ungaria: Aranyeső Yuccában
- Suedia: Skumma polare
- Norvegia: Vestens Hardeste Neve
- Danemarca: Buddy gi'r en håndfuld øretæver
- Italia: Occhio alla penna